# Zelotes inqayi
Zelotes inqayi FitzPatrick, 2007 è un ragno appartenente alla famiglia Gnaphosidae.

## Etimologia
Il nome della specie deriva dal termine inqay che in ndebele del nord significa calice, ad indicare la forma dell'epigino femminile di questa specie.

## Caratteristiche
Questa specie non è stata attribuita a nessun gruppo: si distingue dalle altre per gli ispessimenti longitudinali dei dotti mediani dell'epigino, peculiarità che finora non è stata riscontrata altrove.
L'olotipo femminile rinvenuto ha lunghezza totale è di 5,42mm; la lunghezza del cefalotorace è di 2,50mm; e la larghezza è di 2,08mm.

## Distribuzione
La specie è stata reperita nel Congo meridionale: l'olotipo femminile è stato rinvenuto nei pressi della cittadina di Luiswishi, appartenente alla provincia del Katanga.

## Tassonomia
Al 2016 non sono note sottospecie e dal 2007 non sono stati esaminati nuovi esemplari.